# 碳酸亚乙叉酯
碳酸亚乙烯酯是一种有机化合物，化学式为C3H2O3。

## 合成
碳酸亚乙烯酯最初于1953年被报道，它以碳酸乙烯酯为原料来制备。在合成反应的第一步，碳酸乙烯酯与氯气或磺酰氯在60~70 °C下的光氯化反应会生成碳酸氯乙烯酯；第二步在碱（如三乙胺）的存在下脱氯化氢，得到产物。

## 性质及结构
碳酸亚乙烯酯的工业品通常为黄色至棕色的液体，在合适的工艺调控和纯化操作后，可以得到熔点在20~22 °C、氯含量低于10 ppm的固体产物。碳酸亚乙烯酯在无光照的情况下会迅速变黄，需要通过添加自由基清除剂来稳定。其固体可在10 °C以下稳定地储存。
它可以以P21/a空间群结晶，晶胞参数a=7.26(1)，b=10.55(2)，c=4.96(1) Å，β=107.5(5)°。

## 应用
碳酸亚乙烯酯可以和双烯发生狄尔斯-阿尔德反应，如和二甲基丁二烯环加成，得到双环碳酸酯，并可水解为顺式-1,2-二甲基环己烯-4,5-二醇：
它和环戊二烯反应，水解可以得到邻位的降冰片烯二醇，它再经过斯文氧化反应得到双环[2.2.1]庚-5-烯-2,3-二酮：
它在紫外线照射下可以和酮反应，生成双环氧杂环丁烷：
它和五硫化二磷反应，可以得到硫代碳酸亚乙烯酯，它在紫外线照射下可以定量地生成乙烯酮，该反应可用于替代α-重氮酮的热分解反应。
碳酸亚乙烯酯被广泛用作锂离子电池的电解质添加剂，它能促进电解质和负极之间形成不溶性的薄膜。这种聚合物膜可让离子传导，并能防止负极电解质的还原，有利于锂离子电池保持长期稳定。